# Liptovský Ján
Liptovský Ján és un poble i municipi d'Eslovàquia que es troba a la regió de Žilina, al centre-nord del país.

## Història
La primera menció escrita de la vila es remunta al 1327.

## Demografia
| Godina             | 1994 | 2004   | 2014    | 2024   |
| ------------------ | ---- | ------ | ------- | ------ |
| Nombre de persones | 830  | 819    | 1055    | 1102   |
| Diferència         |      | −1,32% | +28,81% | +4,45% |

| Godina             | 2023 | 2024   |
| ------------------ | ---- | ------ |
| Nombre de persones | 1087 | 1102   |
| Diferència         |      | +1,37% |